# Anton Szunin
Anton Władimirowicz Szunin (ros. Антон Владимирович Шунин; ur. 27 stycznia 1987 w Moskwie) – rosyjski piłkarz występujący na pozycji bramkarza w klubie Dinamo Moskwa.

## Kariera piłkarska
Profesjonalną karierę piłkarską rozpoczął w moskiewskim klubie, gdzie gra do dziś.
W reprezentacji zadebiutował dnia 22 sierpnia 2007, w meczu towarzyskim przeciwko Polsce. Nie zachował czystego konta.